# Флаг Рассказово
Флаг муниципального образования городской округ город Расска́зово Тамбовской области Российской Федерации — опознавательно-правовой знак, служащий официальным символом муниципального образования.
Флаг утверждён 28 сентября 2011 года решением Рассказовского городского Совета народных депутатов № 297. Данное решение вступало в силу с момента опубликования в газете «Трудовая новь», но не ранее внесения флага города Рассказово в Государственный геральдический регистр Российской Федерации. 21 декабря 2011 года, на заседании Геральдического совета при Президенте Российской Федерации, данный флаг был внесён в Государственный геральдический регистр Российской Федерации с присвоением регистрационного номера 7343.

## Описание
«Прямоугольное полотнище красного цвета с отношением ширины к длине 2:3, в середине которого воспроизведены изображения фигур из герба города Рассказово, выполненные белым, чёрным, серым, жёлтым и оранжевым цветом: выделанная кожа с клубком шерсти и колосья вокруг неё».

## Обоснование символики
Флаг города Рассказово языком символов и аллегорий отражает географические, исторические и другие особенности города, связывающие его прошлое и настоящее.
Первые фабрики по производству кож и сукна появились в Рассказово во второй половине XVIII века. И в настоящее время в городском округе действует фабрика по пошиву меховой одежды и кожевенный завод.
Главная фигура флага — выделанная шкура — является символом кожевенного производства, символом связи поколений, символом обобществленного труда (изготовителей шкур и мастеровых по пошиву одежды и обуви).
В центре шкуры — клубок шерсти — символизирует старинное кустарное производство рассказовских мастеров — вязание шерстяных изделий.
Город Рассказово является административным центром Рассказовского района, основным видом деятельности которого является сельское хозяйство, что символически отражено на флаге города золотыми колосьями. Двадцать четыре колоса, расходящиеся лучами, во-первых, символизируют земледелие, которым занимались как первые поселенцы, так и современные жители (на территории Рассказова расположен племзавод «Арженка» — сельскохозяйственное производство, и у многих горожан есть приусадебные участки), во-вторых, колосков столько же, сколько часов в сутках — это указывает на течение времени, преемственность поколений, продолжение традиций.
Красный цвет — символ труда, мужества, жизнеутверждающей силы, красоты и праздника.
Белый цвет (серебро) — символ чистоты, открытости, божественной мудрости, примирения.
Чёрный цвет символизирует благоразумие, мудрость, скромность, честность.
Жёлтый цвет (золото) — символ урожая, богатства, стабильности, уважения, солнечного тепла и энергии.